# 馬努斯板塊
馬努斯板塊（Manus Plate）是太平洋的小型板塊，位於新畿內亞的東北部。馬努斯板塊的北面是北俾斯麥板塊，而南面則是北俾斯麥板塊。